# 채광석 (체조 선수)
채광석(蔡廣錫, 1962년 2월 25일~)은 대한민국의 기계 체조 선수로, 1984년 하계 올림픽에 참가했다.